# Alpes japonaises
Les Alpes japonaises (日本アルプス, Nihon Arupusu) sont une chaîne de montagnes du Japon qui traverse le centre de l'île de Honshū du nord au sud. Le nom d'« Alpes japonaises » fut popularisé par le révérend Walter Weston (1861-1940), un missionnaire anglais en l'honneur duquel une plaque commémorative a été posée à Kamikōchi, une destination touristique réputée pour son climat alpin.
Les Alpes japonaises comprennent les monts Hida, les monts Kiso et les monts Akaishi. On trouve dans ces chaînes montagneuses différents sommets dépassant 3 000 m d'altitude, les plus hauts du Japon après le mont Fuji. Le mont Hotaka culmine à 3 190 m et le mont Kita à 3 193 m d'altitude.

## Toponymie
Le nom d'« Alpes japonaises » a d'abord été donné aux monts Hida à la fin du XIXe siècle, mais il comprend désormais aussi les monts Kiso et Akaishi au sud. L'ingénieur des mines britannique William Gowland est le premier à avoir employé le terme d'« Alpes » (en anglais : Alps) dans son Japan Guide (« Guide du Japon ») en 1881. Le révérend Walter Weston a ensuite popularisé l'expression dans ses récits de voyage. Néanmoins, il faut au moins deux décennies à ce néologisme de l'ère Meiji pour entrer dans le langage courant. En 1906, l'un des plus importants promoteurs de l'alpinisme au Japon, Usui Kojima, décrit encore la chaîne de montagne qui sépare Shinano et Hida — les Alpes du Nord — comme « les prétendues Alpes japonaises ».

## Géographie

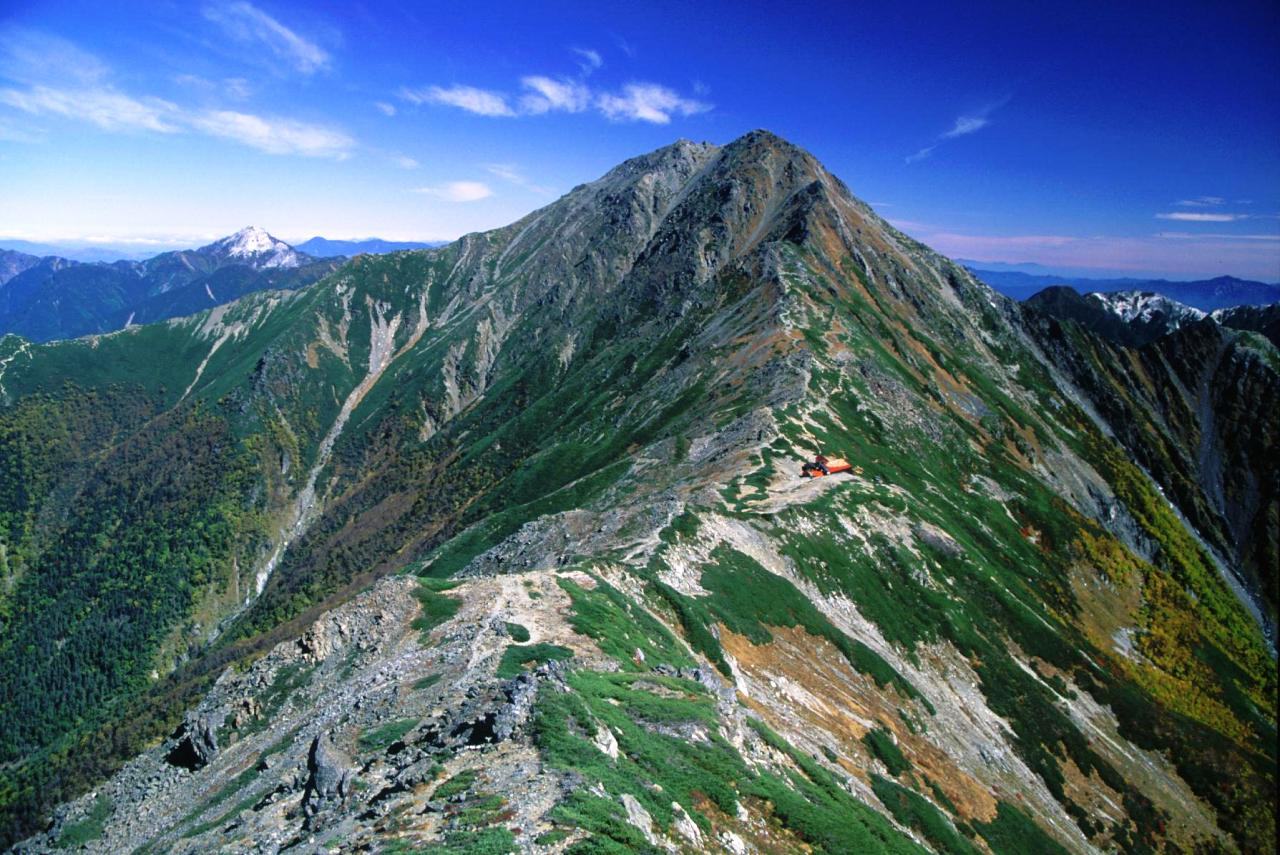
Le mont Kita vu depuis le mont Nakashirane.

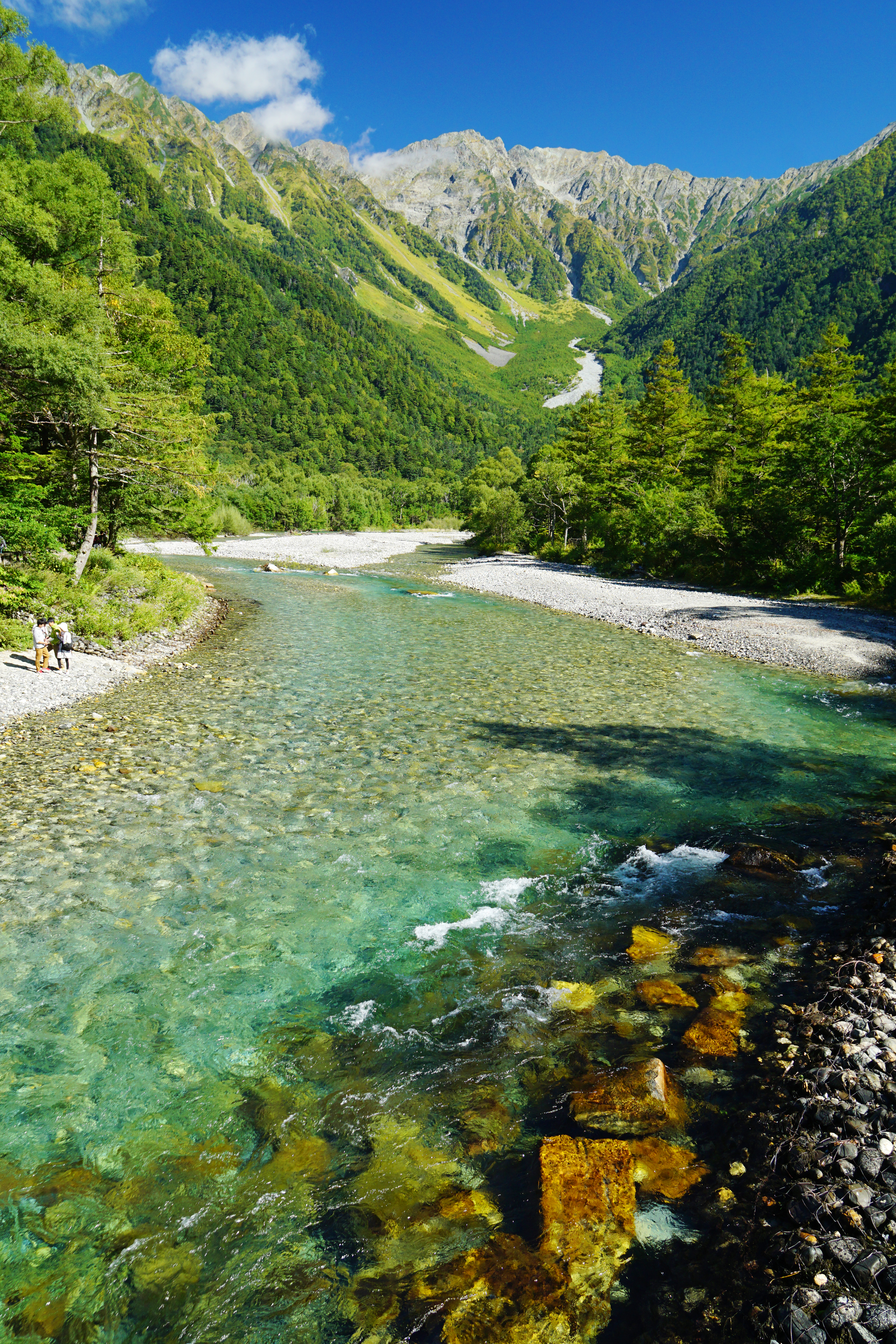
La vallée de Kamikōchi, avec la rivière Azusa au premier plan et le mont Hotaka à l'arrière-plan.

Les Alpes japonaises sont situées au centre de l'île de Honshū et formées de trois chaînes de montagnes transversales : les monts Hida, Kiso et Akaishi, aussi appelés respectivement Alpes du Nord, Alpes centrales et Alpes du Sud. Leurs sommets, qui mesurent légèrement plus de 3 000 mètres, sont les plus hauts du Japon après le mont Fuji. Le mont Kita, dans les monts Akaishi, possède le sommet le plus haut des Alpes et le deuxième plus haut de l'archipel avec 3 193 mètres. Il est suivi de peu par les monts Hotaka (3 190 mètres), Aino (3 189 mètres) et Yari (3 180 mètres),.
Les Alpes japonaises s'étendent sur deux parcs nationaux : au nord, les monts Hida sont compris dans le parc national de Chūbu-Sangaku et, au sud, les monts Akaishi dans le parc national des Alpes du Sud. Les monts Hida se situent le long des frontières entre les préfectures de Niigata, Toyama, Nagano et Gifu. 
Trois grands systèmes montagneux, les arcs nord-est et sud-ouest du Japon et l'arc Izu-Bonin-Mariannes (en), convergent dans la préfecture de Nagano. Les Alpes, jeunes à l'échelle du temps géologique, se sont formées à leur intersection. Leur topographie actuelle est le fruit du soulèvement tectonique du Quaternaire et de l'activité volcanique. Les terrains les plus accidentés du Japon s'y trouvent, comme les monts Hida au relief percé de gorges profondes. À l'Est, les montagnes descendent abruptement vers les basses terres de la Fossa Magna et, au nord, vers la mer du Japon ; à l'Ouest, elles se fondent plus progressivement dans les hauts plateaux. 
Le parc de Chūbu-Sangaku abrite des aigles, des ours, des macaques japonais et différentes sortes de petits mammifères, d'oiseaux, de reptiles et de poissons d'eau douce.

## Histoire
Avant le XIXe siècle, les monts volcaniques du centre de Honshū ont longtemps été des lieux vénérés où se rendaient les pèlerins mais, à partir des années 1890, ils font l'objet d'un intérêt renouvelé à l'aune de l'exploration alpine moderne. Ce changement coïncide avec l'émergence de la géographie comme discipline académique, à une époque où la collecte et la diffusion de connaissances scientifiques universelles est l'une des priorités du gouvernement japonais, mais aussi avec la transformation de l'alpinisme en une activité collective, pédagogique et sportive. Ce sont particulièrement le journaliste Shigetaka Shiga et l'écrivain et alpiniste Usui Kojima qui promeuvent cette nouvelle sensibilité et mettent en avant les Alpes japonaises dans leurs écrits.
À la fin du siècle, celles-ci ont déjà été largement explorées par des étrangers : le géologiste William Gowland a effectué plusieurs ascensions pionnières dans les années 1870 et le missionnaire Walter Weston les a fait connaître à une audience internationale avec son livre Mountaineering and Exploration in the Japanese Alps (« Ascension et exploration des Alpes japonaises »), publié en 1896. Toutefois, ces montagnes sont encore peu accessibles : les infrastructures, les cartes et les guides de voyage sont lacunaires. Le projet japonais est en outre gêné par la manière dont l'alpinisme moderne, d'origine européenne, entre en conflit avec les traditions autochtones, comme le shugendō (修験道), ou culte de la montagne. Les promoteurs japonais de l'alpinisme, comme Shiga et Kojima, s'efforcent de réaliser une synthèse de ces influences contradictoires et, pour ce faire, placent les Alpes japonaises au cœur de leur vision.
Weston participe à la fondation du Club alpin japonais en 1906 et ce dernier fait apposer une plaque de bronze en son honneur dans les Alpes en 1937.

## Activités

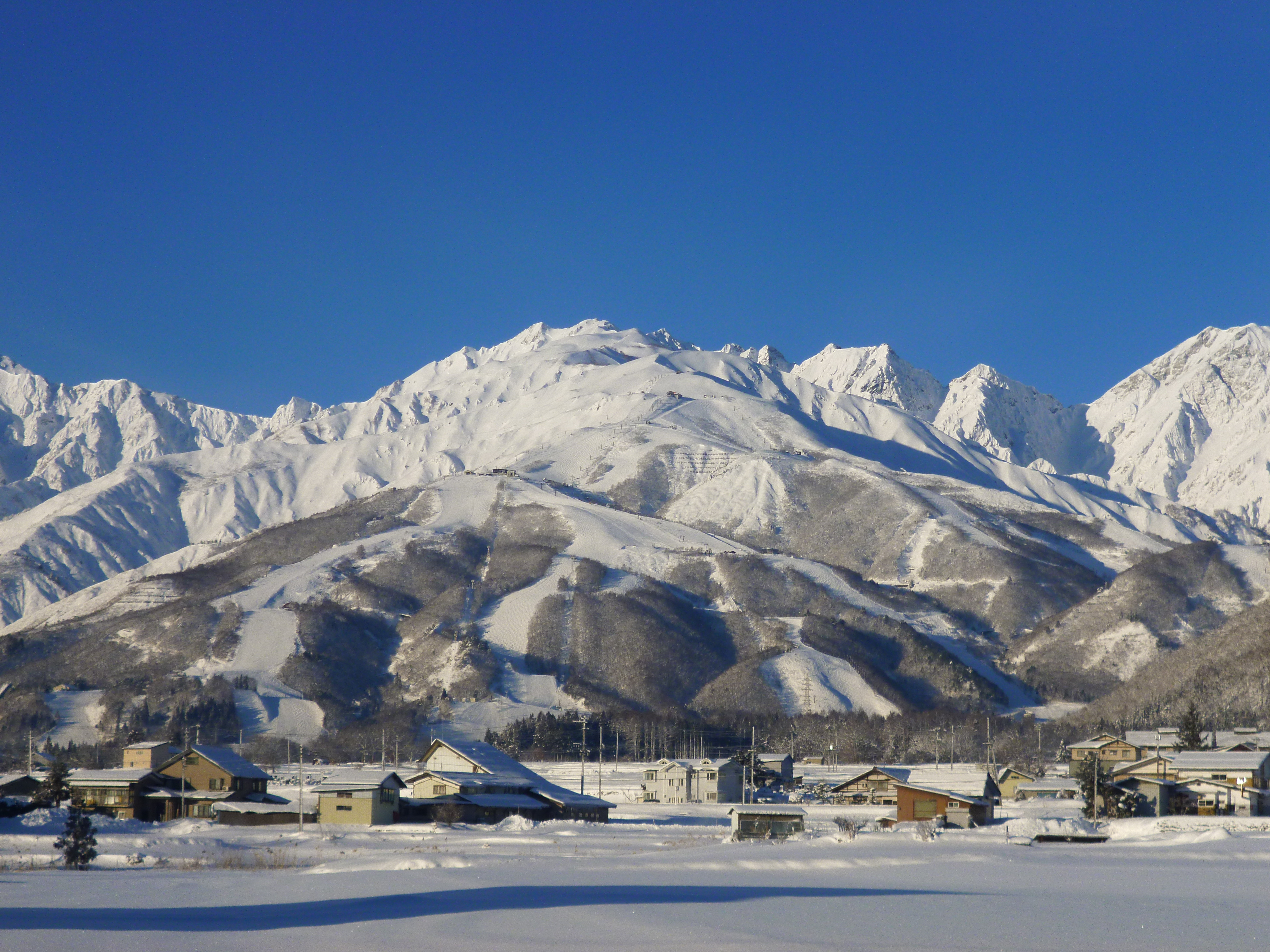
La station de sports d'hiver Happo-one à Hakuba dans les Alpes du Nord.

Les Alpes japonaises sont aujourd'hui une destination populaire pour les skieurs et les alpinistes. L'alpinisme est resté au Japon un sport réservé à l'élite instruite jusqu'à la fin de la Seconde Guerre mondiale mais s'est démocratisé par la suite. Le ski, introduit dans le pays en 1911 par Theodor von Lerch, un officier autrichien chargé par son gouvernement, à la demande de l'armée japonaise, de former un régiment à ski, est aussi devenu populaire au XXe siècle. Au début des années 1980, environ dix millions de Japonais pratiquent ce sport. Des villages comme Hakuba, dans les Alpes du Nord, qui accueille sur son territoire Happo-one, une station de ski très fréquentée, se sont ainsi trouvés revitalisés. La vallée de Kamikōchi est également une destination très prisée des visiteurs du parc national de Chūbu-Sangaku, dont le nombre s'élevait à environ huit millions par an au début des années 1980. Les sources chaudes constituent une autre attraction touristique.
Au début des années 1980, environ 250 refuges publics ou privés sont disposés à travers les Alpes pour héberger les randonneurs. Des pèlerins ont élevé un sanctuaire sur la plupart des hauts sommets, où une tradition veut qu'un visiteur laisse une pièce de cinq yens (goen) pour se lier aux lieux. 
Plusieurs cours d'eau, comme la rivière Ōtaki (ja) ou le fleuve Kurobe, ont été aménagés pour produire de l'énergie hydroélectrique. Les Alpes ont aussi longtemps été exploitées pour en tirer du bois, du combustible, de l'engrais, du fourrage, de la viande, des minéraux ou des herbes médicinales.

## Dans la culture
Le manga Vertical de Shin'ichi Ishizuka raconte les aventures de Sanpo, un secouriste de haute montagne, dans les Alpes japonaises. Dans le film d'animation Le Sommet des dieux, réalisé par Patrick Imbert, ainsi que le manga du même nom de Jirō Taniguchi dont il est inspiré, l'un des personnages principaux, Habu, multiplie les exploits d'escalade dans les Alpes japonaises avant de disparaître après la mort accidentelle de son partenaire de cordée.